# نيك بيتمان
نيك بيتمان (بالإنجليزية: Nick Bateman)‏ هو مقدم برامج إذاعية بريطاني، ولد في 5 نوفمبر 1967 في لندن في المملكة المتحدة.

## وصلات خارجية
- نيك بيتمان على موقع IMDb (الإنجليزية)